# Ernst Schwarz (Germanist)
Ernst Schwarz (* 19. Juni 1895 in Haida, Bezirk Böhmisch Leipa, Österreich-Ungarn; † 14. April 1983 in Buckenhof bei Erlangen) war ein deutscher germanistischer Mediävist und Historiker.
Den Schwerpunkt seiner Forschung bildete die Untersuchung der Interferenzen zwischen Deutschen und Slawen in den Sudetengebieten von Beginn der Siedlungstätigkeit bis zur Gegenwart.

## Leben
Ernst Schwarz war der Sohn des Glasexporteurs Franz Schwarz. Nach dem Besuch des Gymnasiums in Böhmisch Leipa immatrikulierte er sich 1914 für die Studienfächer Deutsch, Geschichte und Geographie an der Deutschen Karl-Ferdinands-Universität in Prag. Im Jahr darauf wurde er einberufen und nahm in der österreichischen Armee am Ersten Weltkrieg teil.
Nach dem Krieg nahm er sein Studium wieder auf und promovierte im Jahre 1920. Noch im gleichen Jahr absolvierte er die Staatsprüfung für Deutsch, Geschichte und Geographie. Zunächst arbeitete er als Lehrer an der Staatlichen Lehrerbildungsanstalt in Komotau.
1921 erhielt er eine Anstellung als Professor an der Handelsakademie in Gablonz an der Neiße. 1923 habilitierte er sich an der Deutschen Universität Prag für das Fach Deutsche Philologie. Im Jahr 1930 wurde er außerordentlicher Professor, 1935 dann ordentlicher Professor der Älteren deutschen Sprache und Literatur an der Deutschen Universität.
Nach seinem Eintritt in die NSDAP war er in den Jahren 1939 bis 1941 Dekan der Philosophischen Fakultät der unter dem deutschen Protektorat in Prag fortbestehenden Deutschen Karls-Universität. In seiner Prager Zeit war er Mitglied der Gesellschaft zur Förderung deutscher Wissenschaft Kunst und Literatur in Böhmen in Prag, die ab 1941 den Titel Deutsche Akademie der Wissenschaften in Prag trug. In mehreren Kommissionen der Akademie fungierte er als Obmann, nämlich in den Kommissionen für die Flurnamenforschung, für das Sudetendeutsche Mundartwörterbuch und für Alte Inschriften des Sudetenlandes. Darüber hinaus war er ordentliches Mitglied der Historischen Kommission für Schlesien, sowie von 1939 bis 1945 Mitherausgeber der Zeitschrift für Sudetendeutsche Geschichte.
Nach der Vertreibung der Deutschen aus der Tschechoslowakei im Jahre 1945 arbeitete er zunächst als Volksschullehrer und Studienrat in Pirna und bekam dann an der kirchlichen Philosophisch-theologischen Hochschule Regensburg eine Stellung als Lehrbeauftragter. Schwarz gehörte zu den sogenannten „heimatvertriebenen“ (h) Germanistikprofessoren, die an einer der nationalsozialistischen Reichsuniversitäten in den annektierten oder besetzten Gebieten gelehrt hatten und ihre akademische Zulassung wegen der damit verbundenen politischen Anbindung an das NS-Regime für längere Zeit verloren.
Erst ab 1955 war er wieder als ordentlicher Professor für germanische und deutsche Philologie an der Universität Erlangen tätig, wo er bis 1963 blieb. Hier begründete er die sogenannte Erlanger Schule der landschaftlichen Namenkunde und Dialektologie. Daneben war er Mitvorstand des Instituts für fränkische Landesforschung, Mitglied des Herder-Forschungsrates, der Kommission für Mundartforschung und der Kommission für bayerische Landesgeschichte bei der Bayerischen Akademie der Wissenschaften und Mitbegründer des Collegium Carolinum in München. Im Auftrag der Kommission für bayerische Landesgeschichte übernahm er die Betreuung der Historischen Ortsnamenbücher.
Am 13. Januar 1964 wurde ihm der Bayerische Verdienstorden verliehen, und 1970 wurde er mit dem Georg-Dehio-Preis für Kultur- und Geistesgeschichte ausgezeichnet.

## Werke (Auswahl)

### Monographien und Herausgeberschaft
- Die Ortsnamen des östlichen Oberösterreich (Dissertation 1920)
- Unsere Mundart. Reichenberg o. J. (um 1927)
- Die Ortsnamen der Sudetenländer als Geschichtsquelle. 1. Auflage 1931, 2. Auflage München 1961
- Sudetendeutsche Sprachräume. 1. Auflage 1935, 2. Auflage München 1962
- Sudetendeutsches Flurnamenbuch, Hrsg. i. A. der Kommission f. Sudetendeutsche Flurnamenforschung von Ernst Schwarz. Bände 1 (1935) – 4 (1941), Reichenberg.
- Die volksgeschichtlichen Grundlagen der Iglauer Volksinsel. Prag 1943
- Deutsche Namenforschung. 2 Bände, Band 1: Ruf- und Familiennamen, Band 2: Orts- und Flurnamen, Göttingen 1949/1950
- Deutsche Mundartforschung. 2 Bände, Göttingen 1950/51
- Deutsche und Germanische Philologie. Heidelberg 1951
- Goten, Nordgermanen, Angelsachsen. Studien zur Ausgliederung der germ. Sprachen. Bern, München 1951
- Sudetendeutsches Wörterbuch, Wörterbuch der deutschen Mundarten in Böhmen und Mährisch-Schlesien. (in Lieferungen); begr. von Ernst Schwarz, betreut von Franz J. Beranek; hrsg. im Auftrag des Collegium Carolinum (Institut) von Heinz Engels; Oldenbourg Verlag München
- Die Herkunft der Alemannen. Grundfragen der Alemannischen Geschichte. Mainau Vorträge 1952, Jan Thorbecke Verlag Sigmaringen. Ein Vortrag, gehalten am 13. Juni 1953 auf der Tagung des Institut für Landschaftskunde des Bodenseegebiet in Schloss Zeil, erweitert durch Eingehen in Diskussionen aufgeworfener Fragen, S. 37 bis 51, ISBN 3-7995-6601-5
- Germanische Stammeskunde, 5. Reihe: Handbücher und Gesamtdarstellung zur Literatur- und Kulturgeschichte. Heidelberg 1956, Nachdruck 2010: ISBN 978-3-938586-10-5
- Sudetendeutsche Familiennamen aus vorhussitischer Zeit. 1957
- Die Herkunft der Siebenbürger und Zipser Sachsen, Ostmitteldeutsche, Rheinländer im Spiegel der Mundarten. München 1957
- Sudetendeutscher Wortatlas. 3 Bände. München 1954–1958
- Atlas zur Geschichte der Deutschen Ostsiedlung. Bielefeld, Hannover, Berlin 1958
- Sprache und Siedlung in Nordostbayern. (Erlanger Beiträge zur Sprach- und Kunstwissenschaft 4). Nürnberg 1960 (Digitalisat)
- Volkstumsgeschichte der Sudetenländer. 4 Bände, Band 1: Böhmen, Band 2: Mähren-Schlesien. 1961–1965
- Volkstumsgeschichte der Sudetenländer. 2 Bände, 1965/66
- Germanische Stammeskunde zwischen den Wissenschaften. Hrsg. v. Konstanzer Arbeitskreis für mittelalterliche Geschichte. Konstanz 1967
- Kurze deutsche Wortgeschichte. Wissenschaftliche Buchgesellschaft, Darmstadt 1967, 2. Auflage 1982
- Der Ackermann aus Böhmen des Johannes von Tepl und seine Zeit, hrsg. von Ernst Schwarz. Wissenschaftliche Buchgesellschaft, Darmstadt 1968
- Zur germanischen Stammeskunde : Aufsätze zum neuen Forschungsstand, hrsg. von Ernst Schwarz. Wissenschaftliche Buchgesellschaft, Darmstadt 1972
- Sudetendeutsche Familiennamen des 15. und 16. Jahrhunderts. München 1973
- Probleme der Namenforschung im deutschsprachigen Raum. 1977

### Zeitschriftenartikel
- Sprachforschung und Landesgeschichte. Blätter für deutsche Landesgeschichte 99 (1963) 1–24
- Die Nariskerfrage in namenkundlicher Sicht. in Zeitschrift für Bayerische Landesgeschichte (ZBLG) 32 (1969) 397–476